# انتخابات شورای فدرال سوئیس (۲۰۲۳)
انتخابات شورای فدرال سوئیس (انگلیسی: 2023 Swiss Federal Council election) انتخابات برای هر هفت عضو شورای فدرال، دولت سوئیس، در ۱۳ دسامبر ۲۰۲۳ برای دوره ۲۰۲۸–۲۰۲۴ برگزار شد. این انتخابات پس از انتخابات شورای فدرال (سوئیس) که یک ماه پیش از آن برگزار گردید، انجام شد و تا حدی به نتایج آن بستگی داشت.
همه اعضای شورای فدرال به جز آلین برست برای انتخاب مجدد شرکت می‌کنند. بر اساس یک توافق غیررسمی بین احزاب سیاسی که به فرمول جادویی معروف است، مقامات رسمی به‌طور سنتی بدون مخالفت باقی می‌مانند و کرسی‌های آزاد تنها به وسیله حزب رئیس‌جمهور رقابت می‌کنند و تعادل حزبی را تضمین می‌کنند.
انتخابات رئیس‌جمهور سوئیس و معاون شورای فدرال و همچنین صدراعظم سوئیس نیز برگزار خواهد شد. انتظار می‌رود ویولا امهرد، عضو شورای فدرال، پس از توافق چرخشی غیررسمی، ریاست شورای سال ۲۰۲۴ را بر عهده بگیرد. پس از انتخابات، رئیس وزارت امور داخلی فدرال (که در حال حاضر در اختیار برست است) باید به این سمت اختصاص یابد که منجر به تغییر احتمالی ادارات فدرال در شورا خواهد شد.

## تاریخچه
در سوئیس، شورای فدرال اجرایی با کسب ۷ کرسی توسط مجلس فدرال انتخاب می‌شود (هر دو مجلس قوه مقننه با هم می‌نشینند). در عمل به دنبال توافق نانوشته معروف به «فرمول جادویی» بین طرفین تقسیم می‌شود. این فرمول از سال ۱۹۵۹ تا ۲۰۰۳ و در ترکیبی متفاوت بین سال‌های ۲۰۰۳ و ۲۰۰۷ و دوباره از سال ۲۰۱۵ دنبال شد. از سال ۲۰۱۶ این ترکیب به این صورت بوده است: اس‌وی‌پی۲کرسی، اس‌پی۲ کرسی، اف‌دی‌پی ۲ کرسی، و حزب مرکزی (جانشین کرسی سی‌وی‌پی) ۱ کرسی.

## نامزدهای شورای فدرال

### متصدیان
مقامات فعلی، به ترتیب نزولی ارشدیت، از جمله وابستگی به احزاب سیاسی و بخش در زمان انتخابات شورای فدرال (سوئیس):
- آلین برست (SP-FR) از سال ۲۰۱۲، رئیس وزارت امور داخلی فدرال (برای انتخاب مجدد نامزد نمی‌شود)،
- گی پارملین (SVP-VD) از سال ۲۰۱۶، رئیس بخش فدرال امور اقتصادی، آموزش و تحقیقات،
- ایگنازیو کاسیس (FDP-TI) از سال ۲۰۱۷، رئیس بخش فدرال وزارت امور خارجه،
- ویولا امهرد (DM-VS) از سال ۲۰۱۹، رئیس بخش فدرال دفاع، حفاظت مدنی و ورزش،
- کارین کلر ساتر (FDP-SG) از سال ۲۰۱۹، رئیس بخش فدرال دارایی،
- آلبرت روستی (SVP-BE) از سال ۲۰۲۳، رئیس اداره فدرال محیط زیست، حمل و نقل، انرژی و ارتباطات،
- الیزابت باوم اشنایدر (SP-JU) از سال ۲۰۲۳، رئیس بخش فدرال دادگستری و پلیس.

- شورای فدرال (سوئیس)
آلین برست
از کانتون فریبورگ
- شورای فدرال (سوئیس)
گی پارملین
از کانتون وو
- شورای فدرال (سوئیس)
ایگنازیو کاسیس
 از کانتون تیچینو
- شورای فدرال (سوئیس)
ویولا امهرد
از کانتون وله
- شورای فدرال (سوئیس)
کارین ساتر
از کانتون گالن
- شورای فدرال (سوئیس)
آلبرت روستی
از کانتون برن
- شورای فدرال (سوئیس)
الیزابت باوم اشنایدر
از کانتون جورا

### کاندیداها برای کرسی برست
اعلام استعفای آلین برست به سرعت به گمانه‌زنی‌های رسانه‌ای منجر شد و سپس اعلامیه‌های نامزدی که قرار است تا ۳ نوامبر باز باشد. سبزها مجدداً ادعای خود را برای کرسی در شورا، یا FDP یا SP تأیید کردند.
(نامزدهای اعلام‌شده):
- شورای فدرال (سوئیس)
ماتیاس آبیشر
از کانتون برن
- شورای اجرایی برن
اوی آلمان
از کانتون برن
- شورای اجرایی بازل اشتاد
بیت یانز
ازکانتون بازل اشتاد
(کاندید رسمی)
- شورای ایالات (سوئیس)
دانیل یوسیچ
ازکانتون زوریخ
- شورای فدرال (سوئیس)
راجر نوردمن
از کانتون وو
- شورای فدرال (سوئیس)
جا پولت
ازکانتون گراوبوندن
(نامزد رسمی)